# Jytte Andersen
Jytte Maria Andersen, född 9 september 1942 i Köpenhamn, är en dansk politiker och tidigare minister (Socialdemokraterne).

## Uppväxt & politisk karriär
Jytte Andersen är dotter till målargesällen Boye Johansen och syerskan Inga Nielsen, och växte upp i Köpenhamnsstadsdelen Nørrebro med sin moder. Jytte Andersen gick i skolan i Sjællandsgades Skole (1950-1958) och i Engborgskolen i Kongens Lyngby (1958-1960). Därefter skaffade hon sig en kontorsutbildning på Købmandsskolen vid Nørreport (1960-1963) och tog under tiden en del studieuppehåll för att kunna studera på ett antal folkhögskolor som hörde under arbetarrörelsen.
Efter sin utbildning arbetade Andersen tidvis på både fabrik och på kontor, däribland som kontorist vid Laur. Knudsen A/S och som bokhållare vid Jensen Tæpper A/S. Hon gifte sig med trävaruhandlaren Andreas Andersen 1965, och tillsammans fick de sonen Jørgen 1968. Andersens första kontakt med det politiska började när hon av en tillfällighet dök upp på Socialdemokraternes generalförsamling i Vallensbæk för att klaga över den dåliga vägplaneringen runt det kvarter som hon bodde i. Under 1970-talets början blev hon en aktiv medlem av Socialdemokraterne och blev till en början vald till sekreterare för Vallensbæks valkrets. Hon ställde sedan upp som kandidat till ortens kommunalval och blev invald som medlem av kommunfullmäktige och som ordförande för Socialdemokraterne i Glostrups valkrets 1974. En kort tid senare blev hon medlem av det verkställande utskottet för Arbejdernes Fællesorganisation, samt medlem av Kvindeligt Arbejderforbund. Inom partiet klättrade Andersen upp i hierarkin och blev medlem av partistyrelsen 1977, i vilken hon kom att sitta under de följande tio åren, samt i partiets verkställande utskott (1979-1980) och som ordförande av partiets jämställdhetsutskott 1979. Hon kom sedan att också axla ansvaret som ordförande för partiets invandrarutskott och kulturutskott.
År 1979 ställde Andersen upp som kandidat till Folketinget i Kalundborgs valkrets i Vestsjællands Amt och blev invald samma år. Hon kom att dela kontor med partikollegorna Jytte Hilden och Majken Hessner, vilka hade en stark akademisk och politisk bakgrund till skillnad från Andersen. Under de näst påföljande åren lämnade Andersen de flesta av sina tidigare förtroendeposter för att helt kunna koncentrera sig på arbetet i Folketinget. År 1981 bytte hon valkrets till Bispeeng i Østre Storkreds som hon kom att behålla fram till och med år 2007. I Folketinget var Andersen genom åren medlem av en rad olika utskott, däribland arbetsmarknadsutskottet, näringsutskottet, utbildningsutskottet, justitieutskottet, bostadsutskottet, europautskottet och kulturutskottet. År 1981 blev hon dessutom vald till sekreterare för den socialdemokratiska folketingsgruppen och 1986 blev hon medlem av partiets familjepolitiska utskott. Med åren kom hon att inneha allt fler förtroendeposter utanför Folketinget. År 1983 blev hon styrelsemedlem i Hovedstadens Ordblindeskole, vilket hon var under de följande tio åren, och vice ordförande i Landsforbundet för Arbejdernes Oplysningsforbund (1984-1993). Därefter blev hon också styrelsemedlem för vårdhemmet Stærebo (1985-1993), Seminariet for Småbørnspædagoger på Vesterbro (1985-1990), Københavns Kvindedaghøjskole og Dagcentret Bodillestuerne (1987-1990), Pensionisthøjskolen Tisvilde (1987-1993) samt representant för Grøndalsvænge Pensionist Center (1988-1993).

## Ministertiden

### Arbetsminister
Under vintern 1993 lade Andersen fram ett förslag om att införa en s.k. 11-timmarsregel, vilket innebar att det skulle gå minst 11 timmar (inom en period av 24 timmar) från det att man slutar arbetet för dagen till det att man börjar arbetet igen påföljande dag. Denna regel hade sitt ursprung i ett direktiv i traktaten om upprättandet av den Europeiska unionen. Det dröjde dock fram till år 1996 innan den infördes i lagstiftningen.
I april 1994 genomförde Andersen, med ett enhälligt Folketing bakom sig, den s.k. delefterlønen. Det innebar att personer i åldersgruppen 60 till 66 år, genom ett avtal med arbetsgivaren om arbetstiden, fick möjlighet att arbeta på deltid samtidigt som de fick kompensation på 82% av 1/37 av den högsta a-kassaersättningen för varje timme som arbetstiden nedsattes med.

## Övriga förtroendeposter
- Medlem av Beskæftigelsesministeriets Seniortænketank
- Styrelseordförande av Folketeatret.dk (2009-)
- Medlem av A/B Andelsboligforeningen Halvtolv (2008-)
- Medlem av Københavns Almene Boligselskab, KAB (2005-)
- Styrelseledamot av Arbejdernes Kooperative Boligsselskab, AKB
- Styrelseledamot av Voksenuddannelsescentre Efterslægtens HF (2006-2008)
- Medlem av representantskapet för Statens Kunstfond och Kunstrådet (2001-2005)
- Ordförande av Rådet for Uddannelses- og Erhvervsvejledning, RUE (2001-2002)
- Medlem av NØBU-komiteen, Børne og Ungdom på Nørrebro
- Styrelseledamot av Familieplejen i Frederiksborg Amt
- Voksenuddannelsesrådet (2000-2002)
- Styrelseledamot av REVA-Centret

### Fotnoter
1. ↑  Holt Clemmensen, Laura. ”Jytte Andersen (S)”. Folketinget. Arkiverad från originalet den 22 juli 2015. https://web.archive.org/web/20150722181331/http://www.ft.dk/Folketinget/findMedlem/SJYAN.aspx. Läst 11 maj 2011.
2. ↑  Annette Hartung (24 december 1993). ”Stramme regler duer ikke her”. Ingeniøren. https://ing.dk/artikel/stramme-regler-duer-ikke-her-9358. Läst 27 februari 2011.
3. ↑  ”LF 59 96/97.  Hvileperiode og fridøgn”. Sikkerhedsstyrelsen. http://sik-lw.lovportaler.dk/showdoc.aspx?hashparam=v&schultzlink=lfo19967059. Läst 27 februari 2011.
4. ↑  ”1993-94 - L 248 (oversigt): Forslag til lov om ændring af lov om arbejdsløshedsforsikring m.v. (Indførelse af delefterløn m.v.).”. Danmarks Folketing. http://webarkiv.ft.dk/?/samling/19931/lovforslag_oversigtsformat/l248.htm. Läst 27 februari 2011.
5. ↑  ”Lov om ændring af lov om arbejdsløshedsforsikring m.v. (Indførelse af delefterløn m.v.)”. Retsinformation.dk. https://www.retsinformation.dk/Forms/R0710.aspx?id=69333. Läst 27 februari 2011.